# 서사 구조
문학 요소인, 서사 구조는 일반적으로 이야기가 독자, 청취자, 또는 시청자에게 제시되는 순서와 방법의 기초가 되는 구조 뼈대로 설명된다.

## 같이 보기
- 극적 구조
- 문학 평론
- 문학 요소
- 단일신화
- 이야기
- 서사학
- 서사 구조의 기본 단위 나레메
- 플롯
- 비서사 영화
- 기호학
- 서스펜스
- 삼행 구조